# 納氏歐白魚
納氏歐白魚（学名：Alburnus nasreddini）為輻鰭魚綱鯉形目雅羅魚科歐白魚屬的其中一種，被IUCN列為極危保育類動物，分布於亞洲土耳其Eber Gölü淡水、半鹹水流域，體長可達9.8公分，棲息在溪流底中層水域，生活習性不明。

## 扩展阅读
維基物種上的相關：納氏歐白魚